# Merzario A2
Merzario A2 (w niektórych źródłach Merzario A3) – samochód Formuły 1, zaprojektowany przez Giorgio Valentiniego i skonstruowany przez Team Merzario w 1979 roku.

## Historia
Samochód był oparty na Merzario A1 i był efektem pracy Arturo Merzario, mechanika Simona Hadfielda i projektanta Giorgio Valentiniego. Opracowane zostało nowe podwozie, próbujące wykorzystać efekt przyziemny. Celem było skopiowanie rozwiązań użytych przez Lotusa, wliczając w to przesuwne kurtyny.
Samochód został wysłany na Race of Champions do Brands Hatch w połowie marca, ale wyścig ten został odwołany z powodu opadów śniegu. Następnie zespół testował pojazd na torze Fiorano. Okazało się, że nowy samochód jest o 30 kg cięższy od poprzednika, wykorzystując ten sam silnik Cosworth DFV. Powodem tego była redukcja kosztów, wskutek której Merzario zastosowało pokrycie karoserii ze stali i aluminium, zamiast droższych tytanu i magnezu. Model ponadto charakteryzował się bardzo dużymi sekcjami bocznymi, był także zbyt szeroki wokół kokpitu, przez co niezbędny dla uzyskania efektu przyziemnego odpowiedni przepływ powietrza został utrudniony.
Samochód zadebiutował podczas Grand Prix Hiszpanii, ale nie zakwalifikował się do wyścigu. Podczas Grand Prix Belgii Arturo Merzario złamał rękę i podczas Grand Prix Monako nie wystartował. W tym czasie Merzario zakupiło zespół Kauhsen, przejmując także ich kierowcę, Gianfranco Brancatellego. Brancatelli nie zdołał się prekwalifikować do Grand Prix Monako. Na Grand Prix Francji do kokpitu powrócił Arturo Merzario, ale również nie zdołał się zakwalifikować. Po tej eliminacji model A2 został zastąpiony opartym na Kauhsenie WK Merzario A4.
Wyprodukowano jeden egzemplarz Merzario A2.

## Wyniki w Formule 1
| Legenda oznaczeń w tabelach wyników Wyświetl szablon na nowej stronie | Legenda oznaczeń w tabelach wyników Wyświetl szablon na nowej stronie                                                                     |
| Oznaczenie                                                            | Wyjaśnienie |
| --------------------------------------------------------------------- | --- |
| Złoty                                                                 | Zwycięzca lub mistrzostwo |
| Srebrny                                                               | 2. miejsce lub wicemistrzostwo |
| Brązowy                                                               | 3. miejsce lub II wicemistrzostwo |
| Zielony                                                               | Ukończył, punktował (w klasyfikacji generalnej, gdy zdobył co najmniej jeden punkt na przestrzeni sezonu, poza trzema powyższymi opcjami) |
| Niebieski                                                             | Ukończył, nie punktował (w klasyfikacji generalnej, gdy nie zdobył co najmniej jednego punktu na przestrzeni sezonu)                      |
| Czerwony                                                              | Nie zakwalifikował się (NZ) |
| Czerwony                                                              | Nie prekwalifikował się (NPK) |
| Różowy                                                                | Nie ukończył (NU) |
| Różowy                                                                | Niesklasyfikowany (NS) (w klasyfikacji generalnej, gdy nie został sklasyfikowany w żadnym wyścigu sezonu)                                 |
| Czarny                                                                | Zdyskwalifikowany (DK) |
| Czarny                                                                | Wykluczony (WYK/EX) |
| Biały                                                                 | Nie wystartował (NW) |
| Biały                                                                 | Kontuzjowany (K/INJ) |
| Biały                                                                 | Wyścig odwołany (OD/C) |
| Bez koloru                                                            | Został wycofany (WYC/WD) |
| Bez koloru                                                            | Nie przybył (NP/DNA) |
| Bez koloru                                                            | Nie brał udziału w treningach (NT/DNP) |
| Bez koloru                                                            | Nie został zgłoszony (–) |
| Pogrubienie                                                           | Start z pole position |
| Kursywa                                                               | Najszybsze okrążenie wyścigu |
| †                                                                     | Nie ukończył, ale jego rezultat został zaliczony ze względu na przejechanie więcej niż 90% dystansu wyścigu.                              |
| *                                                                     | Sezon w trakcie |
| 1/2/3                                                                 | Punktowana pozycja w sprincie kwalifikacyjnym                                                                                             |
| Lista systemów punktacji Formuły 1                                    | |

| Sezon | Zespół        | Silnik | Kierowcy               | Wyniki w poszczególnianych eliminacjach | Wyniki w poszczególnianych eliminacjach | Wyniki w poszczególnianych eliminacjach | Wyniki w poszczególnianych eliminacjach | Wyniki w poszczególnianych eliminacjach | Wyniki w poszczególnianych eliminacjach | Wyniki w poszczególnianych eliminacjach | Wyniki w poszczególnianych eliminacjach | Wyniki w poszczególnianych eliminacjach | Wyniki w poszczególnianych eliminacjach | Wyniki w poszczególnianych eliminacjach | Wyniki w poszczególnianych eliminacjach | Wyniki w poszczególnianych eliminacjach | Wyniki w poszczególnianych eliminacjach | Wyniki w poszczególnianych eliminacjach | Wyniki kierowców | Wyniki kierowców | Wyniki konstruktora | Wyniki konstruktora |
| 1979  |               |        |                        | Argentyna                               | Brazylia                                |                                         | Stany Zjednoczone                       |                                         | Belgia                                  | Monako                                  | Francja                                 | Wielka Brytania                         | Niemcy                                  | Austria                                 | Holandia                                | Włochy                                  | Kanada                                  | Stany Zjednoczone                       | Pkt.             | Msc.             | Pkt.                | Msc.                |
| ----- | ------------- | ------ | ---------------------- | --------------------------------------- | --------------------------------------- | --------------------------------------- | --------------------------------------- | --------------------------------------- | --------------------------------------- | --------------------------------------- | --------------------------------------- | --------------------------------------- | --------------------------------------- | --------------------------------------- | --------------------------------------- | --------------------------------------- | --------------------------------------- | --------------------------------------- | ---------------- | ---------------- | ------------------- | ------------------- |
| 1979  | Team Merzario | Ford   | Arturo Merzario        | -                                       | -                                       | -                                       | -                                       | NZ                                      | NZ                                      | -                                       | NZ                                      | -                                       | -                                       | -                                       | -                                       | -                                       | -                                       | -                                       | 0                | NS               | 0                   | NS                  |
| 1979  | Team Merzario | Ford   | Gianfranco Brancatelli | -                                       | -                                       | -                                       | -                                       | -                                       | -                                       | NPK                                     | -                                       | -                                       | -                                       | -                                       | -                                       | -                                       | -                                       | -                                       | 0                | NS               | 0                   | NS                  |